# Pierangelo Summa
Pierangelo Summa, conosciuto anche come Piero Summa (Como, 19 agosto 1947 – Parigi, 15 luglio 2015), è stato un regista teatrale, scultore, mascheraio e burattinaio italiano.
Pur venendo riconosciuto da alcuni come uno dei capofila del movimento teatrale italiano degli anni ’70,, ha acquisito buon parte della sua notorietà in Francia, a partire dagli anni '80. Il suo lavoro ha ottenuto maggiore visibilità dopo la sua morte, avvenuta nel 2015, attraverso il lavoro di memoria portato dal figlio Robin.,

## Biografia
Nato in una famiglia originaria del Sud Italia, Pierangelo Summa studiò Fisica all'Università di Milano. Alla fine degli anni Sessanta, Summa iniziò le sue prime esperienze col teatro degli oggetti. All'inizio degli anni Settanta partecipò a diverse compagnie di burattini: La Gabbia dei Giuppitt, I burattini col randell, I viandanti. Con La Gabbia dei Giuppitt animò per tre anni una trasmissione per bambini alla Televisione della Svizzera italiana.
In quello stesso periodo venne in contatto con Italo Gomez, Giuliano Scabia, Dario Fo, Roberto Leydi, Mario Lodi, Carlo e Alberto Colombaioni, Augusto Boal. Si trasferì in Francia all'inizio degli anni Ottanta, seguendo la moglie francese Mireille Gettler-Summa, docente universitaria e ricercatrice in matematica e statistica. Si concentrò prima sulla creazione di maschere per la Commedia dell'arte e sulla regia in festival e teatri parigini.
Fino alla sua morte, animò diversi spettacoli con le maschere, cercando sempre di restare in contatto con le sfere più isolate e popolari della società, e di trattare di tematiche legate alla marginalizzazione, alla follia, all'emancipazione femminile, o anche per esempio alla solitudine.
È nipote del deputato e sottosegretario di Stato Elio Rosati, e padre della regista cinematografica Sara Summa e del mascheraio e autore Robin Summa,,,,.
Il 22 agosto 2020 viene inaugurata a Napoli la bottega La Maschera è Libertà, prima bottega incentrata sulla vendita di maschere concepite da Pierangelo Summa e ricreate dal figlio Robin, e sulla vendita di creazioni originali di quest'ultimo.
Il 9 maggio 2023, viene annunciato presso il Senato della Repubblica che verrà dedicata alla sua memoria la XXIIIesima edizione della rassegna nazionale di teatro scuola PulciNellaMente.

## Citazioni
"La maschera è lo sguardo dell'altro: è er satiro che ride nascosto frammezzo alla mortella"